# 第37回ロサンゼルス映画批評家協会賞
37th LAFCA Awards

2011年12月11日

作品賞: 

 ファミリー・ツリー 
第37回ロサンゼルス映画批評家協会賞は、ロサンゼルス映画批評家協会が2011年の映画作品に贈る賞である。2011年12月11日に発表された。

## 受賞一覧
- 作品賞:
  - 『ファミリー・ツリー』
  - 次点: 『ツリー・オブ・ライフ』

- 監督賞:
  - テレンス・マリック - 『ツリー・オブ・ライフ』
  - 次点: マーティン・スコセッシ - 『ヒューゴの不思議な発明』

- 主演男優賞:
  - マイケル・ファスベンダー - 『危険なメソッド』、『ジェーン・エア』、『SHAME -シェイム-』、『X-MEN:ファースト・ジェネレーション』
  - 次点: マイケル・シャノン - 『テイク・シェルター』

- 主演女優賞:
  - ユン・ジョンヒ - 『ポエトリー アグネスの詩』
  - 次点: キルスティン・ダンスト - 『メランコリア』

- 助演男優賞:
  - クリストファー・プラマー - 『人生はビギナーズ』
  - 次点: パットン・オズワルト - 『ヤング≒アダルト』

- 助演女優賞:
  - ジェシカ・チャステイン - 『英雄の証明』、『ペイド・バック』、『ヘルプ 〜心がつなぐストーリー〜』、『テイク・シェルター』、『キリング・フィールズ 失踪地帯』、『ツリー・オブ・ライフ』
  - 次点: ジャネット・マクティア - 『アルバート氏の人生』

- 脚本賞:
  - アスガル・ファルハーディー - 『別離』
  - 次点: ナット・ファクソン、ジム・ラッシュ、アレクサンダー・ペイン - 『ファミリー・ツリー』

- 撮影賞:
  - エマニュエル・ルベツキ - 『ツリー・オブ・ライフ』
  - 次点: カオ・ユー - 『南京!南京!』

- 美術賞:
  - ダンテ・フェレッティ - 『ヒューゴの不思議な発明』
  - 次点: マリア・ジャーコヴィク - 『裏切りのサーカス』

- 音楽賞:
  - ケミカル・ブラザーズ - 『ハンナ』
  - 次点: クリフ・マルティネス - 『ドライヴ』

- 外国語映画賞:
  - 『南京!南京!』 （ 中国）
  - 次点: 『別離』（ イラン）

- ドキュメンタリー/ノンフィクション映画賞:
  - 『世界最古の洞窟壁画 3D 忘れられた夢の記憶』
  - 次点: The Arbor

- アニメ映画賞:
  - 『ランゴ』
  - 次点: 『タンタンの冒険/ユニコーン号の秘密』

- 新人賞:
  - アントニオ・カンポス、ショーン・ダーキン、ジョシュ・モンド、エリザベス・オルセン - 『マーサ、あるいはマーシー・メイ』

- 功労賞:
  - ドリス・デイ

- ダグラス・エドワード実験/自主映画賞:
  - ビル・モリソン - Spark of Being